# Szyliniki
Szyliniki (lit. Šilininkai) – wieś na Litwie, w okręgu mariampolskim, w rejonie szakowskim.

## Nazwa
Nazwa wywodzi się z litewskiego šilas (czyt. sziłas) – bór, las, wrzos. Wyraz ten dał początek nazwie wielu miejscowości na ziemiach litewskich.